# Ricania nigrita
Ricania nigrita är en insektsart som beskrevs av Jacobi 1928. Ricania nigrita ingår i släktet Ricania och familjen Ricaniidae. Inga underarter finns listade i Catalogue of Life.